# Vitsprötad gullrissäckmal
Vitsprötad gullrissäckmal (Coleophora ramosella) är en fjärilsart som beskrevs av Philipp Christoph Zeller 1849. Vitsprötad gullrissäckmal ingår i släktet Coleophora, och familjen säckmalar. Arten är reproducerande i Sverige.